# Бальмучча
Бальмучча (итал. Balmuccia) — коммуна в Италии, располагается в регионе Пьемонт, в провинции Верчелли.
Население составляет 107 человек (2008 г.), плотность населения составляет 11 чел./км². Занимает площадь 10 км². Почтовый индекс — 13020. Телефонный код — 0163.
Покровительницей коммуны почитается святая Маргарита Антиохийская, празднование 13 июля.

## Демография
Динамика населения:

## Администрация коммуны
- Официальный сайт: